# Chlorophytum simplex
Chlorophytum simplex är en sparrisväxtart som beskrevs av William Grant Craib. Chlorophytum simplex ingår i släktet ampelliljor, och familjen sparrisväxter. Inga underarter finns listade i Catalogue of Life.